# Sint-Walburgakerk (Meldert)
De Sint-Walburgakerk is een rooms-katholieke kerk in Meldert (Aalst). Het is een gotische kerk opgetrokken in lokale witte steen. De kerk en het kerkhof op een heuvel zijn ommuurd. De kerk en de kerkhofmuur zijn sinds 10 mei 1973 een beschermd monument.
Tot de Franse tijd had de kerk vier bronzen klokken. Nu zijn er één negentiende-eeuwse klok en twee nieuwe klokken.
In 2009 stond de kerk in de steigers voor een restauratie (onder andere dakbedekking, bredere dakgoten, vernieuwen buitenschrijnwerk).